# Andrea Horčiková
Andrea Horčiková (* 26. Oktober 1992) ist eine slowakische Biathletin.
Andrea Horčiková bestritt ihr erstes Großereignis bei den Sommerbiathlon-Europameisterschaften 2009 in Nové Město na Moravě. Im Sprint und im Massenstartrennen ging sie noch bei den Juniorinnen an den Start, für das Mixed-Staffelrennen verstärkte sie die slowakische Mannschaft. Mit Vladimíra Točeková, Jozef Škoviera und Peter Ridzoň belegte sie den siebten Platz. In Torsby nahm sie an den Biathlon-Juniorenweltmeisterschaften 2010 teil. Im Einzel erreichte die Slowakin den 26. Platz, wurde 69. im Sprint und Elfte mit der Staffel.